# Rhipidia punctiplena
Rhipidia punctiplena är en tvåvingeart som beskrevs av Josef Mik 1887. Rhipidia punctiplena ingår i släktet Rhipidia och familjen småharkrankar. Inga underarter finns listade i Catalogue of Life.